# Phospho-arséniure de gallium
Le phospho-arséniure de gallium ou arsénio-phosphure de gallium (GaAsxP1−x) est un alliage d'arséniure de gallium et de phosphure de gallium.
C'est un matériau semi-conducteur utilisé en particulier pour réaliser des composants optoélectroniques, des diodes électroluminescentes dans la lumière visible, et des photodétecteurs par exemple.